# Bénin aux Jeux olympiques d'été de 2024
Le Bénin participe aux Jeux olympiques d'été de 2024 à Paris en France. Il s'agit de sa 13e participation à des Jeux d'été.
Le judoka Valentin Houinato et l'athlète Noélie Yarigo sont nommés porte-drapeau de la délégation béninoise.

## Participants
| Sport      | Hommes | Femmes | Total |
| ---------- | ------ | ------ | ----- |
| Athlétisme | 1      | 1      | 2     |
| Judo       | 1      | 0      | 1     |
| Natation   | 1      | 1      | 2     |
| Total      | 3      | 2      | 5     |

## Résultats

### Athlétisme
Récente médaillée de bronze aux derniers championnats du monde d’athlétisme en salle sur 800m, Noélie Yarigo réalise les minima pour les JO Paris 2024. avec un chrono de 1:58.70 à la Diamond League.
| Athlètes      | Épreuve | Premier tour (ou tour préliminaire) | Premier tour (ou tour préliminaire) | Repêchage (ou premier tour) | Repêchage (ou premier tour) | Demi-finales | Demi-finales | Finale   | Finale   |
| Athlètes      | Épreuve | Temps                               | Rang                                | Temps                       | Rang                        | Temps        | Rang         | Temps    | Rang     |
| ------------- | ------- | ----------------------------------- | ----------------------------------- | --------------------------- | --------------------------- | ------------ | ------------ | -------- | -------- |
| Didier Kiki   | 100 m   | 10 s 76                             | 3e                                  | Éliminé                     | Éliminé                     | Éliminé      | Éliminé      | Éliminé  | Éliminé  |
| Noélie Yarigo | 800 m   | 1 min 59 s 68                       | 3e                                  | Dispensée                   | Dispensée                   | 2 min 1 s 35 | 8e           | Éliminée | Éliminée |

### Judo
| Athlète           | Compétition           | 1er tour                       | 2e tour             | Quart de finale     | Demi-finale         | Repêchage           | Finale / CB         | Rang     |
| Athlète           | Compétition           | Adversaire Résultat            | Adversaire Résultat | Adversaire Résultat | Adversaire Résultat | Adversaire Résultat | Adversaire Résultat | Rang     |
| ----------------- | --------------------- | ------------------------------ | ------------------- | ------------------- | ------------------- | ------------------- | ------------------- | -------- |
| Valentin Houinato | Moins de 81 kg hommes | Antonio Esposito Défaite 00-10 | Éliminée            | Éliminée            | Éliminée            | Éliminée            | Éliminée            | Éliminée |

### Natation
| Athlète                | Épreuve                | Séries  | Séries | Demi-finales | Demi-finales | Finale   | Finale   |
| Athlète                | Épreuve                | Temps   | Rang   | Temps        | Rang         | Temps    | Rang     |
| ---------------------- | ---------------------- | ------- | ------ | ------------ | ------------ | -------- | -------- |
| Alexis Kpadé           | 100 m dos hommes       | 57 s 61 | 42e    | Éliminé      | Éliminé      | Éliminé  | Éliminé  |
| Ionnah Eliane Douillet | 50 m nage libre femmes | 27 s 64 | 45e    | Éliminée     | Éliminée     | Éliminée | Éliminée |